# Aegon Ilkley Trophy 2016
El torneo Aegon Ilkley Trophy 2016 es un torneo profesional de tenis. Pertenece al ATP Challenger Series 2016. Se disputó su 2.ª edición sobre superficie césped, en Ilkley, Reino Unido entre el 13 y el 19 de junio de 2016.

## Jugadores participantes del cuadro de individuales
| Favorito | País                            | Jugador           | Rank1 | Posición en el torneo |
| -------- | ------------------------------- | ----------------- | ----- | --------------------- |
| 1        | Bandera de Australia            | Jordan Thompson   | 90    |                       |
| 2        | Bandera de China Taipéi         | Lu Yen-hsun       | 97    |                       |
| 3        | Bandera de Estados Unidos       | Bjorn Fratangelo  | 99    |                       |
| 4        | Bandera de los Países Bajos     | Igor Sijsling     | 118   |                       |
| 5        | Bandera de Estados Unidos       | Tim Smyczek       | 123   |                       |
| 6        | Bandera de Bosnia y Herzegovina | Mirza Bašić       | 130   |                       |
| 7        | Bandera de Suiza                | Marco Chiudinelli | 131   |                       |
| 8        | Bandera de Estados Unidos       | Austin Krajicek   | 135   |                       |

- 1 Se ha tomado en cuenta el ranking del 6 de junio de 2016.

### Otros participantes
Los siguientes jugadores recibieron una invitación (wild card), por lo tanto ingresan directamente al cuadro principal (WC):
- Liam Broady
- Lloyd Glasspool
- Brydan Klein
- Jonny O'Mara

Los siguientes jugadores ingresan al cuadro principal tras disputar el cuadro clasificatorio (Q):
- Matthew Barton
- Daniil Medvedev
- Adrián Menéndez-Maceiras
- Michał Przysiężny

## Campeones

### Individual Masculino
- derrotó en la final a  ,

### Dobles Masculino
- /   derrotaron en la final a   /  ,